# Norbert Trandafir
Norbert Trandafir (Târgu Mureș, 8 febbraio 1988) è un ex nuotatore rumeno.

## Palmarès
- Europei

Debrecen 2012: bronzo nei 100m sl.
- Universiadi

Shenzen 2011: argento nei 100m sl.
- Europei giovanili

Palma di Maiorca 2006: oro nei 50m sl e argento nei 100m sl.